# Santo Stefano Roero
Santo Stefano Roero – miejscowość i gmina we Włoszech, w regionie Piemont, w prowincji Cuneo.
Według danych na rok 2004 gminę zamieszkiwały 1234 osoby, 94,9 os./km².